# Holbrookia lacerata
Espèce
Statut de conservation UICN

 NT  : Quasi menacé
Holbrookia lacerata est une espèce de sauriens de la famille des Phrynosomatidae.

## Répartition
Cette espèce se rencontre :
- aux États-Unis dans le Texas ;
- au Mexique dans le Coahuila, dans le Nuevo León et dans le Tamaulipas.

## Description
Ce lézard est terrestre et ovipare, les femelles pondant des œufs qu'elles enterrent. Il vit dans des zones assez plates et dégagées, désertiques ou arides, ou encore dans des prairies clairesemées.

## Liste des sous-espèces
Selon The Reptile Database (18 février 2013) :
- Holbrookia lacerata lacerata Cope, 1880
- Holbrookia lacerata subcaudalis Axtell, 1956

## Publications originales
- Axtell, 1956 : A solution to the long neglected Holbrookia lacerata problem, and the description of two new subspecies of Holbrookia. Bulletin of the Chicago Academy of Sciences, vol. 10, no 11, p. 163-179.
- Cope, 1880 : On the zoological position of Texas. Bulletin of the United States National Museum, vol. 17, p. 1-51 (texte intégral).